# 郡築村
郡築村（ぐんちくむら）は、かつて熊本県八代郡に存在した村で、1950年から1954年まで存続した。1954年（昭和29年）に八代市へ編入され、自治体としては消滅した。
村域は八代海（不知火海）の干拓によって造成された新田地帯に広がり、現在も「郡築一番町」から「郡築十二番町」までの町名としてその名が残っている。

## 歴史
- 1909年4月7日 - 干拓地に、郡築村が起立。
- 1943年4月1日 - 八代市に編入。
- 1950年7月1日 - 一部が分立し郡築村が発足。

- 1954年7月1日 - 八代市に再編入され消滅。

郡築地域は、江戸時代から明治時代・大正時代にかけて幾度となく干拓が試みられた。昭和期に入り、本格的な干拓事業が進められたことで農地が拡大し、入植者による開拓が進められた。一方で、湿地帯の消失や海洋生態系の変化、周辺漁業への影響といった負の側面も指摘されている。

## 郡築干拓の技術的特徴
郡築干拓は、干拓地造成のために複数の堤防や水門を組み合わせた大規模な土木工事であった。潮位差を活用した排水設計や、干潟地形への対応を考慮した施工方法が特徴とされ、当時としては高度な技術が導入された。特に、潮止め堤防や排水樋門などのインフラ整備は、地域の農業振興に大きな影響を与えた。

## 社会的状況と小作争議
開拓後の郡築地域では、地主と小作人との間で土地の権利や労働条件を巡る対立が発生し、1920年代から1930年代にかけて郡築小作争議が起こった。この争議は、当時の農村構造や全国的な小作人運動とも関係していたと考えられている。

## 国家政策と移民
当時の国家政策に基づき、郡築村からは一部の住民が満州へ移民として渡った記録がある。これは、生活の安定や新たな機会を求めた個人の意志と、政府主導の移民奨励策とが交錯した結果でもあった。

## 編入とその後
1954年（昭和29年）7月1日、郡築村は八代市に編入され、自治体としては消滅した。現在は八代市内の一部として町名や地名にその名をとどめている。

## 郡築地域の戦後復興と現在の姿
戦後の郡築地域では、干拓地の農業利用が本格化し、サツマイモや米などの作物が栽培された。1954年の八代市編入以降も町名として「郡築」の地名が存続し、住宅地・農地として利用されている。地域では干拓の歴史を伝える活動や保存会も存在し、郡築神社の祭事などを通じて郷土意識が保たれている。
近年では、干拓地特有のミネラル分を含んだ土壌を活かしたトマトの生産が盛んに行われており、郡築地域産のトマトは熊本県内外で高い評価を得ている。また、農業の担い手不足に対応するため、地元高校との連携や農業体験イベントなども行われている。

## 評価と記憶の継承
郡築地域の干拓は、地域の農業基盤を形成し、経済的自立に貢献したと評価されている。一方で、自然環境の変化や社会的対立、移民政策との関連など、さまざまな課題も含んでおり、歴史的には多角的な視点での評価が求められる。
地域住民の間では、困難な干拓事業を成し遂げた先人たちの労苦と意志を「開拓魂」として語り継ぐ文化も存在し、地域行事や史料館などを通じて次世代への継承が試みられている。

## 旧郡築新地甲号樋門の歴史的意義
旧郡築新地甲号樋門（きゅうぐんちくしんちこうごうひもん）は、郡築干拓事業の一環として建設された排水施設であり、現在も一部が現存している。土木技術の進展を象徴する構造物として、近代化遺産や産業遺産としての評価も受けており、地域住民による保存運動も行われている。

## ゆかりのある人物
- 古城弥二郎 - 熊本市出身の官吏。八代郡長として郡築干拓事業を主導し、郡築の「生みの親」として顕彰される。墓碑は郡築6番町にある。

## 学校
- 郡築村立郡築小学校
- 郡築村立郡築中学校